# Луиселли, Валерия
Валерия Луиселли (англ. Valeria Luiselli; род. 16 августа 1983, Мехико) — мексикано-американская писательница. Лауреат нескольких литературных наград.

## Биография
Луиселли родилась в Мехико, в возрасте двух лет переехала с семьей в Мэдисон. Работа её отца в неправительственных организациях, а затем в качестве дипломата привела семью в Коста-Рику, Южную Корею и ЮАР. В 16 лет, после развода родителей, она вместе с матерью переехала в Мехико. Луиселли посещала колледж UWC Mahindra в Индии, а затем вернулась в Мексику, чтобы поступить в университет. Она поступила в Национальный автономный университет Мексики, чтобы изучать философию, а затем жила в Испании и Франции.
Получив степень бакалавра по философии, Луиселли переехала в Нью-Йорк, чтобы изучать современный танец. Впоследствии она изучала сравнительное литературоведение в Колумбийском университете, где получила степень доктора философии. Она преподает литературу и творческое письмо в Бард-колледже, сотрудничает как писатель с рядом художественных галерей и работает либреттистом в труппе Нью-Йоркского городского балета. В 2016 году была членом жюри Нейштадской литературной премии.
В настоящее время она живёт в Бронксе со своей семьей.

## Творчество и признание
Несколько книг Луиселли основаны на её личном опыте. Книга «The Story of My Teeth» (2015) была впервые написана в серии для рабочих сокового завода Jumex в Мексике по заказу Galería Jumex. Ее нехудожественная работа «Tell Me How It Ends: An Essay in 40 Questions» (2017) основана на её опыте волонтерской работы в качестве переводчика для молодых мигрантов из Центральной Америки, пытающихся получить легальный статус в Соединенных Штатах. В 2017 году книга стала финалистом Премии Национального круга книжных критиков в области критики и финалистом премии Kirkus Prize in Nonfiction. Её работа с детьми, которые ищут убежище в США также лежит в основе центральной темы её романа 2019 года «Архив потерянных детей».

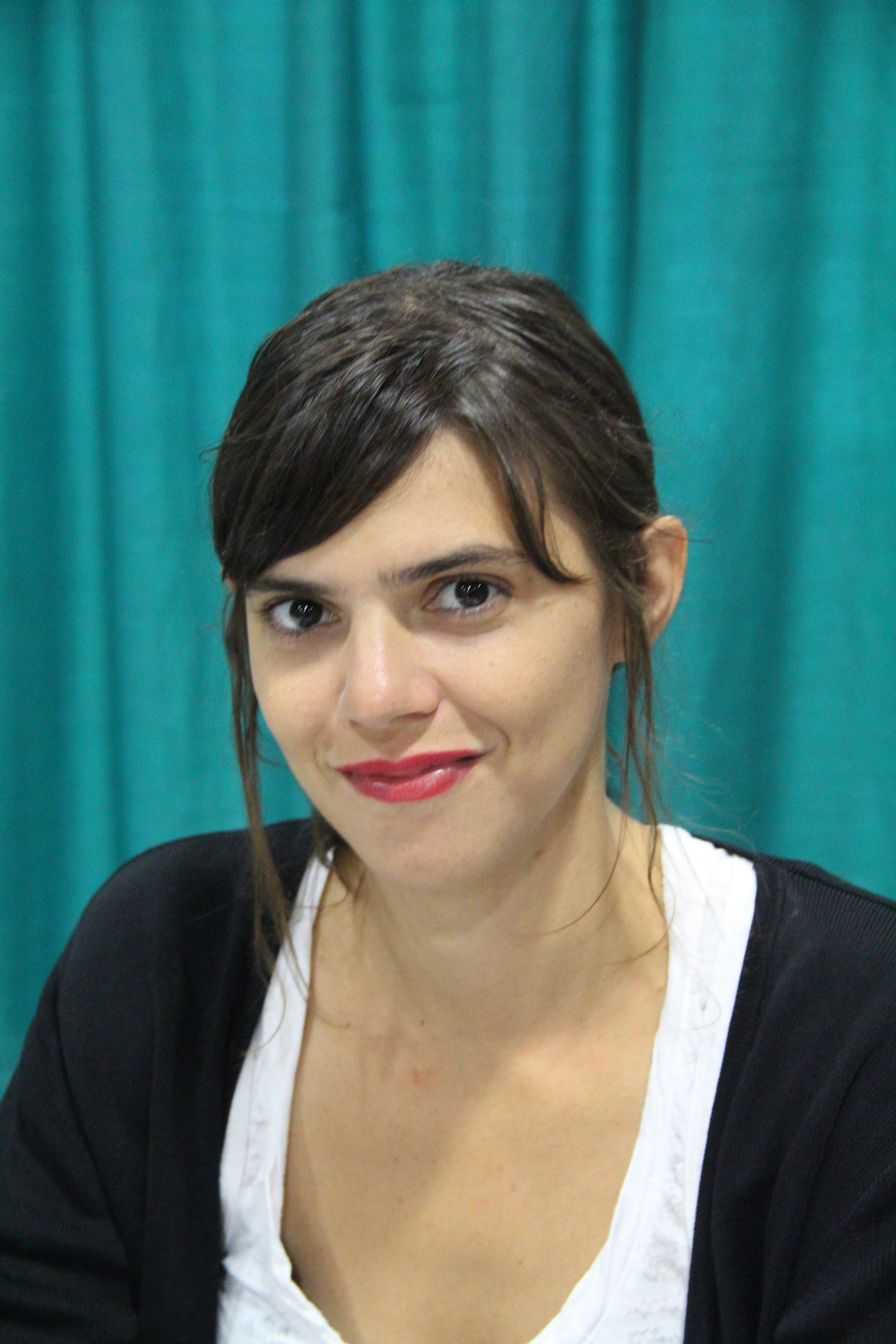
Валерия Луиселли в 2015 году

Роман «Faces in the Crowd» получил премию Los Angeles Times Art Seidenbaum Award for First Fiction. В 2015 году роман Луиселли «The Story of My Teeth» стал финалистом Премии Национального круга книжных критиков и премии за лучшую переведенную книгу, получил премию Los Angeles Times Book Prize for Best Fiction и был удостоен премии Premio Metropolis Azul в Монреале. Книги Луиселли переведены более чем на 20 языков, её работы публикуются в The New York Times, Granta, McSweeney’s и The New Yorker. Роман Луиселли «Архив потерянных детей» (2019) получил медаль Эндрю Карнеги за выдающиеся достижения в художественной литературе. В 2023 году стала лауреатом премии International Writers от Королевского литературного общества.
В 2014 году Луизелли стала лауреатом премии Национального книжного фонда «Пятеро моложе 35». В 2019 году получила стипендию Макартура. В 2020 году Фонд Вильчека присудил ей премию Vilcek Prize for Creative Promise; также она получила премию Фолио.
Луиселли является членом Межамериканского диалога.

## Произведения
- Sidewalks (в оригинале опубликован в 2010, в английском переводе в 2014)
- Faces in the Crowd (2011)
- Swings of Harlem (в сборнике Where You Are: A Collection of Maps That Will Leave You Feeling Completely Lost) (2013)
- The Story of My Teeth (2015)
- Tell Me How It Ends: An Essay in 40 Questions (2016)
- Lost Children Archive (2019)
  - Архив потерянных детей (русский перевод, 2023)